# رقاع (طائر)
رَقَّاع هو جنس من نقار الخشب الموجودة في العالم الجديد. إن أعضاء الجنس الأربعة والعشرين هم في الغالب من الطيور الملونة يكثر فيها السواد والبياض مع بعض الأحمر والأصفر.

## الأنواع
| صورة | الاسم العربي          | الاسم العلمي               | التوزع                                                                                          |
| ---- | --------------------- | -------------------------- | ----------------------------------------------------------------------------------------------- |
|      | نقار الخشب أبيض       | Melanerpes candidus        | سُرِنَم وغيانا الفرنسية والبرازيل بلفية وبرغوي وأرغوي والأرجنتين.                                  |
|      | نقار الخشب لويس       | Melanerpes lewis           | الولايات المتحدة                                                                                |
|      | رقاع جودلوب           | Melanerpes herminieri      | أرخبيل جوادلوب                                                                                  |
|      | رقاع برتوركي          | Melanerpes portoricensis   | بورتوريكو                                                                                       |
|      | رقاع أحمر الرأس       | Melanerpes erythrocephalus | جنوب كندا وشرق وسط الولايات المتحدة.                                                            |
|      | رقاع نامل             | Melanerpes formicivorus    | أوريغون، قلفرنية، وجنوب غرب الولايات المتحدة، جنوبًا عبر أمريكا الوسطى إلى قلمبية.               |
|      | رقاع ..               | Melanerpes cruentatus      | بلفية والبرازيل وقلمبية والإكوادور وغيانا الفرنسية وغيانا وبيرو وسورينام وفنزويلا.              |
|      | رقاع أصفر المقدمة     | Melanerpes flavifrons      | البرازيل وبرغوي وأبعد شمال شرق الأرجنتين.                                                       |
|      | رقاع ذهبي القبعة      | Melanerpes chrysauchen     | كوستاريكا وغرب بنما                                                                             |
|      | رقاع بهي              | Melanerpes pulcher         | قلمبية.                                                                                         |
|      | رقاع أسود الخد        | Melanerpes pucherani       | جنوب شرق المكسيك جنوبًا إلى غرب الإكوادور.                                                       |
|      | رقاع أبيض المقدمة     | Melanerpes cactorum        | بلفية وباراغواي والأرجنتين.                                                                     |
|      | رقاع هِسْبَنْيُلَان         | Melanerpes striatus        | هايتي وجمهورية الدومينيكان                                                                      |
|      | رقاع جَمَيْكِيّ            | Melanerpes radiolatus      | جميكة.                                                                                          |
|      | رقاع ذهبي الخد        | Melanerpes chrysogenys     | المكسيك                                                                                         |
|      | رقاع رمادي الصدر      | Melanerpes hypopolius      | جنوب غرب المكسيك.                                                                               |
|      | رقاع يقطان            | Melanerpes pygmaeus        | بليز والمكسيك                                                                                   |
|      | رقاع أحمر التاج       | Melanerpes rubricapillus   | كوستاريكا، بنما، قلمبية، فنزولة، غيانا وتوباغو.                                                 |
|      | نقار الخشب جيلا       | Melanerpes uropygialis     | جنوب غرب الولايات المتحدة وغرب المكسيك.                                                         |
|      | رقاع هُفْمَن             | Melanerpes hoffmannii      | جنوب هندرس جنوبًا إلى كوستاريكا                                                                  |
|      | رقاع ذهبي المقدمة     | Melanerpes aurifrons       | تكساس وأوكلاهوما في الولايات المتحدة عبر المكسيك وبليز وغوتمالة والسلفادور وهندرس وشمال نقرقوة. |
|      | رقاع فِلَسكوز           | Melanerpes santacruzi      | جنوب المكسيك وأجزاء من أمريكا الوسطى.                                                           |
|      | نقار الخشب أحمر البطن | Melanerpes carolinus       | شرق الولايات المتحدة                                                                            |
|      | رقاع غرب الهند        | Melanerpes superciliaris   | جزر البهامة وجزر قيمان وكوبا.                                                                   |